# Otokar Keršovani
Otokar Keršovani (Trst, 23. veljače 1902. – Zagreb, 9. srpnja 1941.), bio je hrvatski novinar, publicist, književni kritičar i političar. Njegov stvaralački opus uvrštava ga među najistaknutije hrvatske marksističke intelektualce između dvaju svjetskih ratova.

## Životopis
Otokar Keršovani rođen je 1902. godine u Trstu koji je tada bio dijelom Austro-Ugarske monarhije. Pad monarhije dočekao je u Pazinu, gdje je završio šest razreda hrvatske gimnazije. Pazin je uskoro okupiran od Italije, a hrvatska škola je zatvorena. Zbog toga Keršovani odlazi u Kraljevstvo SHS. Maturirao na gimnaziji u Karlovcu 1921. godine, a nakon toga odlazi u Zagreb, gdje na Sveučilištu u Zagrebu studira upravljanje šumama. Pisao je u karlovačkom školskom listu Timor o istarskim temama, a u prvoj polovici 1920-ih u klupskom glasilu Mlada Jugoslavija (1922. – 23.) gdje je supokretač i suurednik. Godine 1924. postao je novinar, i radi za Zagrebački tisak, a doprinosio je i za Novosti (Zagreb, 1922. – 1923.). Također je pisao u listu Čovečnost (1925.), glasilu SKA Rad (Beograd, 1926. – 1927.), Politici (Beograd, 1927., 1929.) te Samoupravnom glasniku (Bitola, 1927.). Sudjelovao je u pokretanju časopisa Nova literatura zajedno s Veselinom Maslešom (1928.) i surađivao je u Letopisu Matice srpske (Novi Sad, 1928. – 1929.). 1926. godine postaje članom SKOJ (i njegova Pokrajinskoga komiteta za Srbiju) te 1928. godine KPJ. Uhićen je 1928. godine i osuđen na godinu dana zatvora. Ponovno je uhićen 1930. godine i od Suda za zaštitu države osuđen je na deset godina zatvora jer je priznao svoje članstvo u Komunističkoj partiji. Kaznu je služio u Srijemskoj Mitrovici, gdje je ostao politički aktivan. U zatvoru je bio marksistički učitelj za ostale komunističke zatvorenike. Također je i neke ostale zatvorenike uključio u novinarstvo i pokrenuo ilegalni zatvorski list Udarnik (1936.). Na robiji je pisao i svoje najvažnije djelo, ali nije ga i završio, Povijest Hrvata. Iz zatvora je izašao 1940. godine i nastanio se u Zagrebu gdje je radio u Hrvatskoj nakladi, povezanoj s KP, redigirajući časopis Izraz. U Izrazu je (1940. – 1941.) pisao o ratnim zbivanjima, Isusovačkom redu, seljačkoj državi u shvaćanju Rudolfa Bićanića, o Ljubomiru Davidoviću, Antonu Korošcu, Slobodanu Jovanoviću, Ferdi Šišiću, Henriju Bergsonu, Lenjinu, Augustu Cesarcu, filmske te književne kritike. Objavljivao je i služio se s mnogim pseudonimiima i šiframa kao što su: V. B., V. Bezjak, V. D., D., Vasilije Dragin, R. Gregović, J., Junius, K., O. K., I. M. i Ivan Marković a u svojem ilegalnom djelovanju služio se s imenima Jović i Ćiro.
Dana 30. ožujka 1941. godine ponovno je uhićen a uspostavom NDH preuzet je od ustaškoga redarstva i 22. svibnja 1941. godine iz zatvora na Savskoj cesti prebačen je, zajedno s drugim zatvorenim hrvatskim komunistima, u logor Kerestinec. Iz Kerestinca je 5. srpnja 1941. godine odveden prvo u Gospić pa potom u Zagreb gdje su ga ustaše strijeljale zajedno s Božidarom Adžijom, Ognjenom Pricom i Zvonimirom Richtmannom u Dotršćini. Strijeljan je u znak odmazde za ubojstvo redarstvenoga agenta Ljudevita Tiljka.

## Djela
- Rat i mir, Zagreb 1946., (dva izdanja)
- O Šenoi, Beograd 1949., (makedonsko izd. Za Šenoa, Skoplje, 1950.)
- Izbor članaka, Beograd, 1960. (izbor, napomene, predgovor i pogovor Nusret Seferović)[5]
- Povijest Hrvata, Rijeka, 1971.; Zagreb, 2016.
- Stanislav Šimić, Josip Bogner, Otokar Keršovani. Izabrana djela, Zagreb, 1975. (Pet stoljeća hrvatske književnosti, knj. 102), (priredio Miroslav Vaupotić, crteži Ivan Antolčić)[6]
- Kulturne i povijesne teme: izbor iz djela, Pula-Rijeka, 1979. (Istra kroz stoljeća ; Kolo 1, knj. 5), (priredio Nedjeljko Mihanović)[7]

## Spomen
- Nakon Drugoga svjetskog rata po njemu je nazvano nakladno poduzeće osnovano 1954. godine u Rijeci, a 1958. godine Društvo novinara Hrvatske (danas Hrvatsko novinarsko društvo) utemeljilo je Nagradu "Otokar Keršovani", koja se od 1966. godine dodjeljuje kao nagrada za životno djelo.
- Keršovanijevo poprsje napravio je akademski kipar Velibor Mačukatin stariji, a čuva se u Osnovnoj školi »Dr. Ivan Merz« u Zagrebu.[1][8]

## Vanjske poveznice
- Keršovani, Otokar  Arhivirana inačica izvorne stranice od 20. veljače 2018. (Wayback Machine), Krležijana